# Karmamudrā

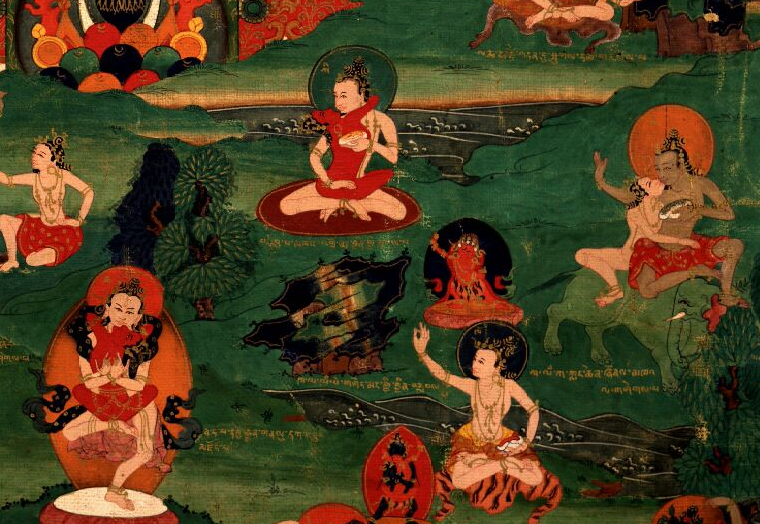
Buddhistas Mahasiddhas realizando la práctica sagrada del karmamudra, o yoga sexual como manera de avanzar hacia el nirvana.

Karmamudra (en sánscrito, "acción-sello" o "sello de acción"), llamada en ocasiones yoga sexual, es una práctica sagrada del budismo tántrico vajrayana, basada en el concepto de las relaciones sexuales como forma de avanzar hacia el nirvana. Cuando se realiza con un compañero visualizado en lugar de físico, recibe el nombre de jnanamudra. Aunque es una práctica naturalmente controvertida dentro del budismo, cuya mayoría de escuelas abogan por el celibato y el alejamiento de la sensualidad, también se le ha reconocido una relación indisoluble con el papel de la mujer budista.

## Concepto
El karmamudra es un medio hábil (upaya) para encaminarse a la liberación del samsara. En su transcurso, los practicantes mantienen sexo, a veces utilizando las técnicas físicas o respiratorias del cuerpo sutil (suksma sarira), para visualizar la plenitud o mahasukha, que libera la oscuridad de la mente. Se lo considera una parte adicional de los seis yogas de Naropa, aunque en ocasiones se le incluye dentro de la práctica del tumo.

## Historia
El tantra o esoterismo hindú cobró popularidad durante la dinastía Pala de la India medieval, y dentro de él, el karmamudra se desarrolló probablemente como una alternativa a la soledad monástica, menos atractiva a determinados estamentos sociales, con el mismo fin de perseguir la iluminación a través de la intimidad sexual. Estos ritos tántricos incrementaron la inclusividad del budismo, y con ello sus voces femeninas, encarnadas en multitud de maestras de karmamudra que se alzaron en este período. Se conocen al menos 16 registros sobre mujeres budistas compartiendo estos conocimientos a través de upadesha o instrucción oral iniciática, y al menos siete de los principales textos tántricos tibetanos a principios de la dinastía fueron obra suya.
En los tiempos posteriores existió una fuerte tradición tibetana de yoguis practicantes de karmamudra, principalmente miembros no célibes de la rama terma, laicos ngagpa de la rama dzogchen y lamas hereditarios de las escuelas nyingma (especialmente anuyoga), sakya (en la meditación llamada lamdre) y kagyu. Su estilo de vida frecuentemente escandalizaba a las demás escuelas y comunidades monásticas, especialmente los de la rama gelug, que valoraban la mayor disciplina en la tarea de apartarse del sexo. Sin embargo, la doctrina gelug llamada kalachakra también incluía esta práctica.
Hoy en día, las opiniones sobre el karmamudra permanecen dividas. El maestro gelug Thubten Yeshe ha hablado en su favor, mientras que el actual Dalai Lama desaprueba esta sección del kalachakra y opina que pueden alcanzarse los mismos objetivos con su versión visualizada o jnanamudra.

## Controversias
El maestro de vipassana Jack Kornfield cita un testimonio de un lama anciano que elegia a una monja de 13-14 años como su consorte sexual cada año, así como un cierto número de mujeres occidentales que habían tenido sexo con sus lamas en circunstancias legalmente dudosas.
La académica feminista y antigua monja kagyu June Campbell se opone al karmamudra tibetano. Afirma haber formado parte de uno con la encarnación de Kalu Rinpoche cuando tenía veinte años, y que aunque por entonces no se sintió explotada, años más tarde llegó a la conclusión que en la relación había habido un desequilibrio de poder semejante al abuso.